# Rosaire Bertrand
Pour les articles homonymes, voir Bertrand.
Rosaire Bertrand (Saint-Fabien-de-Panet, 25 octobre 1936 - ) est un courtier d'assurances et un homme politique québécois. Il a été le député péquiste de la circonscription de Charlevoix du 12 septembre 1994 au 13 août 2007. Il a été ministre responsable de la région de la Capitale-Nationale dans le gouvernement de Bernard Landry.

## Biographie
Rosaire Bertrand a travaillé dans le milieu des assurances, entre autres comme courtier, de 1964 à 1997. Il s'est impliqué dans de nombreuses associations en lien avec ce domaine, notamment comme président de l'Association provinciale des assureurs-vie du Québec de 1972 à 1974.
À partir des années 1990, il a occupé plusieurs postes au Parti québécois. Il a été président régional du Parti québécois dans la région de la Capitale-Nationale de 1990 à 1994. Il s'est aussi impliqué dans le comité du NON lors du référendum de Charlottetown.
Aux élections de 1994, il se fait élire dans la circonscription de Charlevoix pour le Parti québécois.
Sous le gouvernement Parizeau, il occupe le poste de président du caucus du gouvernement, puis, quelques années plus tard, sous la houlette de Bernard Landry, il est nommé ministre délégué responsable de la région de la Capitale-Nationale, de 2001 à 2003 et membre du Conseil du trésor, de 2001 à 2002.
Il a été réélu aux élections générales de 2003 et 2007. Il  démissionne de son poste le 13 août 2007, afin de permettre au chef du Parti québécois, Pauline Marois, de se présenter dans cette circonscription dans une élection partielle.
Il est récipiendaire, en 2008, de la Médaille de l'Assemblée nationale.
Il est le frère de l'avocat Guy Bertrand.

## Publications
En 2011, il publie La passion de Charlevoix.